# Siegfried Geißler

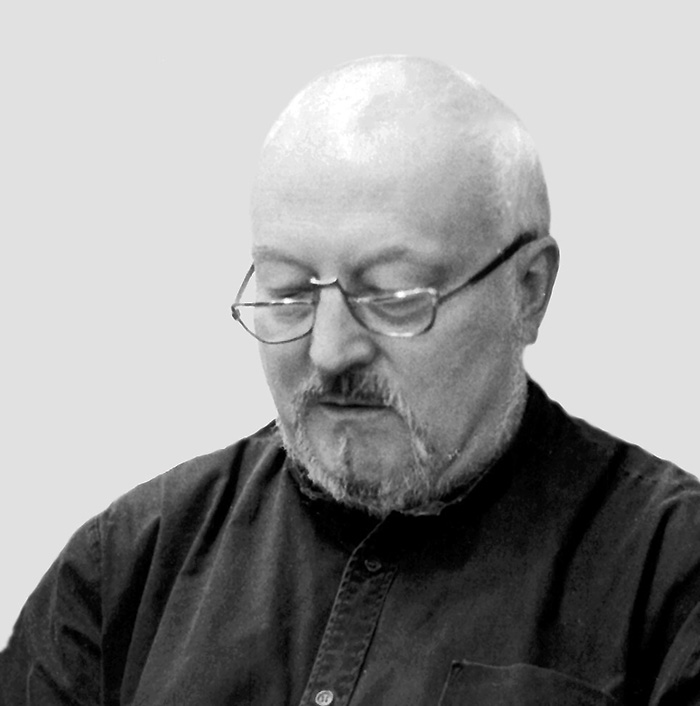
Siegfried Geißler aufgenommen am 10. April 2002, Bild by Moreen Geißler

Siegfried Rudolf Geißler (* 26. März 1929 in Dresden; † 10. Juli 2014 in Suhl) war ein deutscher Komponist, Dirigent, Hornist und Politiker. Er gehörte von 1990 bis 1994 als Abgeordneter des Neuen Forums dem Thüringer Landtag an und fungierte in dieser Zeit als dessen Alterspräsident.

## Leben

### Komponist, Dirigent und Hornist
Siegfried Geißler wurde als Sohn einer Arbeiterfamilie in Dresden geboren, besuchte von 1935 bis 1943 die Volksschule und studierte anschließend bis 1946 an der Musikhochschule Dresden Klavier und Horn. Bereits zu dieser Zeit erhielt er kleinere Auftritte als Hornist bei der Dresdner Staatskapelle, der Semperoper und der Philharmonie. Anschließend wirkte er als Solohornist am Stadttheater Cottbus und im Sinfonieorchester Speyer. In diese Zeit fielen seine ersten Engagements als Dirigent. Nach seiner Rückkehr 1951 in die DDR wurde er Solohornist am Kreiskulturorchester Sonneberg. Ab 1953 war er Dirigent der Erzgebirgsphilharmonie Aue, 1956 des Thüringischen Kreiskulturorchester Mühlhausen und von 1958 bis 1962 unter Heinz Bongartz in der Dresdner Philharmonie. Mit dieser unternahm er als erstes europäisches Orchester nach 1945 eine Konzertreise nach China.
Bis 1965 war er Dirigent und Kapellmeister des Staatlichen Sinfonieorchesters Thüringen Gotha, danach Chefdirigent des Staatlichen Sinfonieorchesters Suhl mit Sitz in Hildburghausen und begründete die Thüringen Philharmonie Suhl. Hier engagierte er sich bei der Angliederung der Singakademie und des Suhler Knabenchors. Neben zahlreichen Gastspielreisen in Europa und Asien formte er die Philharmonie zu einem Klangkörper von internationalen Ruf. 1980 schied Geißler aus dem Amt des Chefdirigenten der Suhler Philharmonie aus. Wie aus seinen Stasi-Unterlagen hervorging, wurde die Freundschaft zu dem Maler Kurt W. Streubel von der Kulturpolitik der SED nicht mehr toleriert.
Geißler arbeitete von da an als freischaffender Komponist und Dirigent. Er schuf 52 Kompositionen, darunter 8 Sinfonien, Solokonzerte, Kammermusik, Chorwerke und elektronische Musik. Seine Werke der letzten Schaffensperiode komponierte er in Zwölftontechnik. Dem Freund Streubel widmete er seine 6. Sinfonie.

### Kunstsammler und Kunstförderer
1962 lernte Geißler den vom Ministerium für Staatssicherheit (MfS) und dem Verband Bildender Künstler der DDR (VBK) kalt gestellten Maler und Grafiker Kurt W. Streubel (1921–2002) kennen. Nach Streubels Skizzen entstanden erste gemeinsame Entwürfe zu einer „Antioper“. Konzipiert als „Sprechstück mit vertonter Dichtung“ enthielt diese „8 mehr oder weniger politische Songs“. 1969 komponierte Geißler gemeinsam mit dem Komponisten und persönlichen Freund Hans-Jürgen Thiers (1929–2019) das Oratorium „Der Mensch“ nach Texten des litauischen Lyrikers Eduardas Mieželaitis. Hierzu schuf Streubel ein Titelblatt, dessen Druck jedoch von staatlichen Behörden untersagt wurde.
Mitte der 1960er Jahre lernte Geißler den Maler und Grafiker Karl Meusel (1912–1986) kennen. Geißler fand in Meusels Arbeiten Anregungen für seine Kompositionen.

## Politik

### Politisches Engagement bis 1990
Bereits nach seiner Rückkehr aus der Bundesrepublik 1951 in die DDR mischte sich Geißler kritisch und streitbar ein – sehr zum Unwillen der politischen Führung. 1958 trat Geißler der SED bei. Seine Einstellung zur Parteiideologie veranlasste das MfS jedoch, über Geißler einen umfassenden Überwachungs- und Beobachtungvorgang (OV „Antipode“) zu eröffnen. Seine Stasi-Akten umfassen 9 DIN-A4-Ordner.
Geißler wurde Mitglied des Volkskammer-Ausschusses zur Auflösung des MfS/AfNS sowie Bezirks-Beauftragter für die Auflösung des MfS/AfNS unter Vorsitz von Joachim Gauck. Nach seinem Austritt aus der SED am 30. September 1989 war Geißler Mitbegründer des Bürgerkomitees Suhl, Begründer des Bürgerkomitees des Landes Thüringens, Mitbegründer des Neuen Forums Suhl und Südthüringens sowie berufener Bürger des Runden Tisches der Stadt.

### Politisches Engagement ab 1990
Geißler kandidierte bei der Landtagswahl in Thüringen 1990 auf der gemeinsamen Landesliste von Neuem Forum, Grünen und Demokratie Jetzt und errang ein Mandat. Er leitete als der älteste gewählte Abgeordnete die konstituierende Sitzung des 1. Thüringer Landtags am 25. Oktober 1990 im Deutschen Nationaltheater Weimar. Er war zugleich einer der Väter der aktuellen Thüringer Verfassung.
Geißler gehörte gemeinsam mit Matthias Büchner als einer von zwei Vertretern des Neuen Forums zunächst zur gemeinsamen Fraktion Neues Forum/Grüne/Demokratie Jetzt. Nach ihrem Ausschluss aus der Fraktion, die sich daraufhin in Bündnis 90/Die Grünen umbenannte, waren Geißler und Büchner ab dem 22. Dezember 1992 bis zum Ende der Wahlperiode 1994 fraktionslose Abgeordnete.
Für einen Eklat sorgten Geißler und Büchner am 25. Oktober 1993 auf der Wartburg: Die Abgeordneten des Thüringer Landtags stimmten bei der feierlichen Landtagssitzung in letzter Lesung über Thüringens neue Verfassung ab. Die erforderliche Zweidrittelmehrheit war mit den Stimmen der Abgeordneten von CDU, FDP und SPD gesichert. Der Ältestenrat hatte festgelegt, dass nur die Vorsitzenden der fünf Landtags-Fraktionen Redezeit bekommen sollten. Damit waren die zwei fraktionslosen Abgeordneten nicht einverstanden. Matthias Büchner versuchte während der Sitzung, sich Gehör zu verschaffen, wurde jedoch von Landtagspräsident Gottfried Müller nach drei Ordnungsrufen des Saales verwiesen. Da verließ auch Siegfried Geißler aus Protest die Festsitzung.

## Werkverzeichnis und Repertoire (Auszug)
- 8 Sinfonien und eine unvollendete Sinfonie
- Sinfonisches Fragment für großes Orchester
- Sinfonisches Poem, für Jugendweihfeier
- Doppelkonzert für Violoncello, Mezzosopran (Alt) und großes Orchester in einem Satz
- Paganini-Variationen (24. Caprice) für Trompete in C und Orchester
- 2 Violinkonzerte
- Konzert für Horn in F und Orchester
- 6 japanische Lieder für Bass und Orchester
- 7 Liebeslieder für Sopran und großes Orchester (nach Texten von James Joyce)
- Konzert für Klavier und Orchester (unvollendet)

## Nachlass
- 1994 schenkte Geißler dem Thüringischen Staatsarchiv Meiningen seine gesamte persönliche Registratur als Landtagsabgeordneter Umfang der Dokumente 8,6 laufende Meter. 2009 übernahm das Staatsarchiv den zweiten Teil seines politischen Nachlasses als Depositum, zu dem zehn Ordner mit persönlichen Unterlagen aus der von 1989 bis 2005 gehören.[13]

- Der künstlerische Nachlass, der vor allem Partituren in Form von Originalmanuskripten und Tonträger enthält, wird in der Sächsischen Landesbibliothek – Staats- und Universitätsbibliothek Dresden aufbewahrt.
- Orchestermaterial zu den jeweiligen Werkaufführungen befindet sich im Archiv des Bundesverbandes Deutscher Liebhaberorchester in Dresden.